# 慕容亮 (前燕)
慕容 亮（ぼよう りょう、生年不詳 - 370年）は、五胡十六国時代の前燕の人物。字は永興。昌黎郡棘城県の出身。前燕の皇帝慕容儁の子。

## 生涯
元璽3年（354年）4月、渤海王に封じられた。
鎮東将軍に任じられた。
建熙11年（370年）5月、前秦の冠軍将軍慕容垂の子の慕容令が慕容亮が守る龍城を攻撃した。慕容亮は先に慕容令の弟の慕容麟からの知らせにより、城門を閉じて守りを固めた。やがて沙城城大の渉圭が裏切り、慕容令は単騎で逃走、軍は潰滅した。渉圭は薛黎沢で慕容令を捕らえて殺害、龍城へ詣でて慕容亮に事の経緯を話した。慕容亮は渉圭を殺害して、慕容令の亡骸を収めて手厚く葬った。
11月、龍城へやってきた宜都王慕容桓によって殺害され、配下の軍は慕容桓に併合された。

## 家系

### 父
- 慕容儁 - 字は宣英

### 兄弟
- 慕容曄 - 嫡長子、字は景先
- 慕容臧 - 庶長子
- 慕容暐 - 嫡次子で三男、字は景茂
- 慕容温
- 慕容渉
- 慕容泓
- 慕容沖

### 姉妹
- 清河公主 - 苻堅にとついだ